# Państwowe Muzeum Motocykli w Irbicie
Państwowe Muzeum Motocykli w Irbicie (ros. Ирбитский государственный музей мотоциклов) – jedyne w Rosji państwowe muzeum gromadzące i prezentujące motocykle, znajdujące się w Irbicie w obwodzie swierdłowskim, powstałe na bazie kolekcji irbickiej fabryki IMZ-Ural w 2004 roku.

## Historia
Początki kolekcji sięgają 1940 roku, gdy jedna z moskiewskich fabryk zaczęła gromadzić zagraniczne modele motocykli w celu ich badania, a następnie ewentualnego przeszczepiania na grunt sowiecki. Po agresji Niemiec na Związek Radziecki w 1941 roku, zimą tego samego roku zostały one ewakuowane na wschód do Irbitu, gdzie już pozostały. Przez dziesięciolecia rosła liczba motocykli nie tylko wytwarzanych w irbickich zakładach motocyklowych, ale także sprowadzanych z zagranicy. Nie były one jednak stale eksponowane, lecz przechowywane w magazynach fabryki. Rozpad Związku Radzieckiego i przemiany gospodarcze, jakie następowały w Federacji Rosyjskiej w latach 90. XX wieku sprawiły, że fabryka pozbawiona wsparcia finansowego władz centralnych zaczęła podupadać. Po serii przekształceń własnościowych, nowe władze zakładów zaczęły rozważać sprzedaż kolekcji motocyklów, co spotkało się z reakcją lokalnej społeczności. Doprowadziło to do sporu pomiędzy zarządem fabryki a pracownikami i miłośnikami motocykli i motoryzacji, którzy chcieli nie dopuścić do rozbicia kolekcji i sprzedaży najcenniejszych egzemplarzy. W ratowanie zbiorów zaangażowali się także przedstawiciele władz samorządowych, naukowcy z wyższych uczelni regionu oraz lokalni biznesmeni. Sprawa otarła się o prokuraturę federalną. Batalia nie dotyczyła tylko walki o prawo do własności zabytkowych motocykli, które ostatecznie zostały uznane za dobro o znaczeniu narodowym, ale także do ustanowienia pełnoprawnej placówki muzealnej, w której mogłyby one być stale prezentowane. Ostatecznie znalazły one miejsce w dawnym przyfabrycznym budynku muzeum poświęconym pracy socjalistycznej.
Prace przygotowawcze trwały kilka lat, które poświęcono na pozyskiwanie funduszy, zarówno od władz państwowych, jak i prywatnych ofiarodawców i sponsorów. W 2003 roku prace zostały ukończone, a oficjalne otwarcie placówki nastąpiło 25 czerwca 2004 roku. Dyrektorem muzeum został Aleksander Bułanow, były pracownik biura projektowego IMZ-Ural, a także mistrz Rosji w sportach motorowych, dwukrotnie wpisany do Księgi rekordów Guinnessa. Był on osobą najbardziej zaangażowaną w ratowanie irbickiej kolekcji oraz tworzenie placówki muzealnej, więc jego wybór na dyrektora nastąpił niejako naturalnie. 19 czerwca 2005 roku decyzją gubernatora obwodu swierdłowskiego Irbickie Muzeum Motocykli otrzymało status placówki państwowej. Muzeum zostało uznane za ważny ośrodek na kulturalnej mapie regionu, który nie tylko musi być zachowany przy wsparciu obwodowych środków finansowych, lecz także promowany jako ważna atrakcja turystyczna.

## Kolekcja
Kolekcja liczy ponad 120 motocykli pochodzących z różnych krajów świata, m.in. ze Związku Radzieckiego, Wielkiej Brytanii, Stanów Zjednoczonych, Niemiec i Japonii. Egzemplarze te były produkowane w latach 1936–1985. Najstarszym modelem, otrzymanym w ramach paktu Ribbentrop - Mołotow od hitlerowskich Niemiec w celu przeszczepienia zachodniej technologii na rynek sowiecki jest BMW R 71. Na bazie tego motocykla powstał jego sowiecki odpowiednik - motocykl M-72. W muzeum znajduje się także m.in. kolejny niemiecki BMW R 75. Irbickie muzeum przechowuje rzecz jasna motocykle produkowane w lokalnej fabryce, a także prototypy, które nigdy nie weszły do seryjnej produkcji, a są teraz prezentowane na muzealnych wystawach. Szczególną uwagę zwraca motocykl wyprodukowany na potrzeby jednego z rosyjskich cyrków, specjalnie zaopatrzony w różnego rodzaju elementy związane z tą formą rozrywki. Muzeum organizuje warsztaty edukacyjne, specjalne pokazy sportów motorowych oraz raz do roku dzień motocyklisty.